# Entoniscus porcellanae
Entoniscus porcellanae is een pissebed uit de familie Entoniscidae. De wetenschappelijke naam van de soort is voor het eerst geldig gepubliceerd in 1862 door Müller.